# Val di Lei

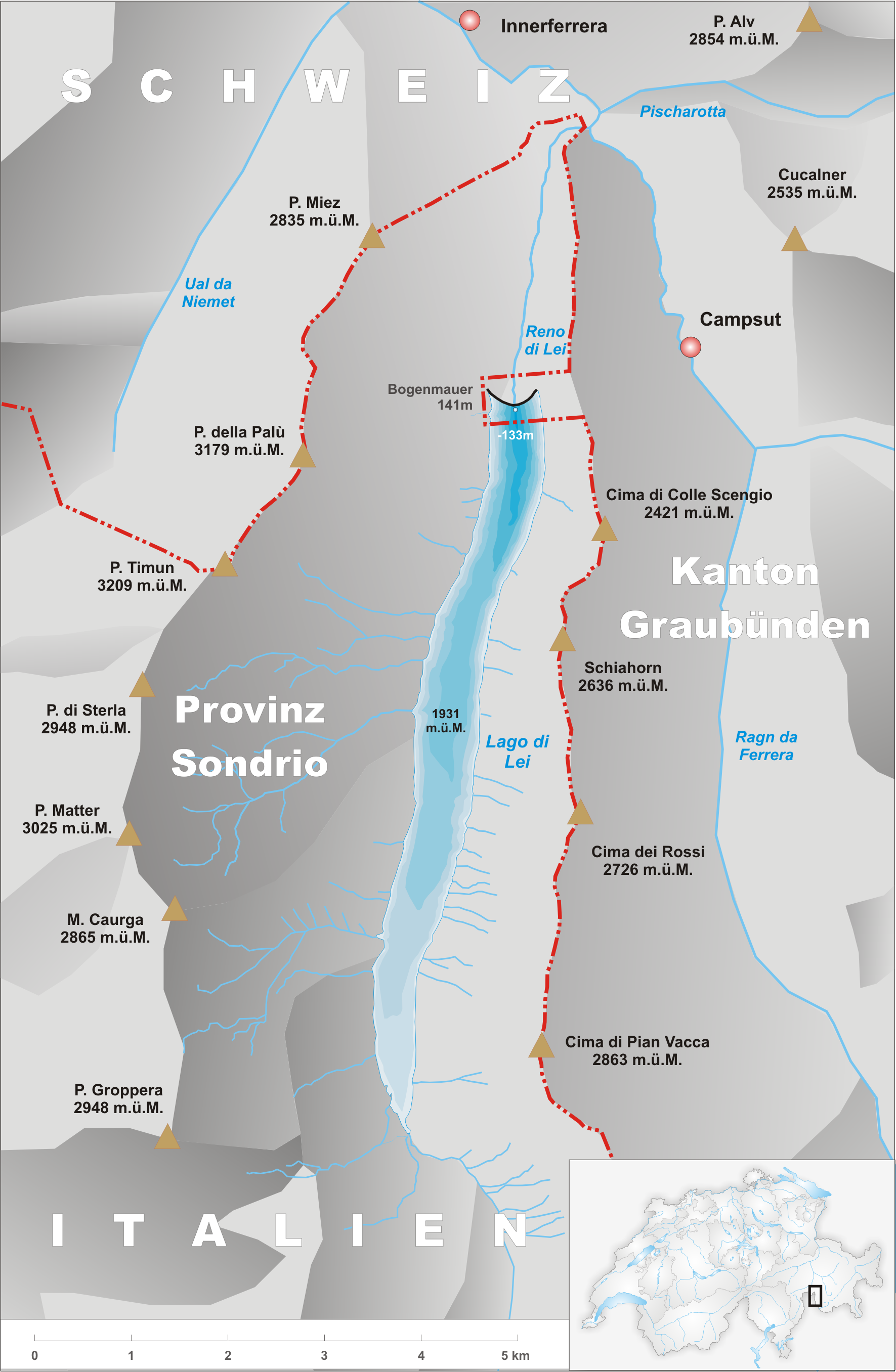
Mappa della Val di Lei: la valle e il lago sono in territorio italiano, mentre la diga è in territorio elvetico

La Val di Lei (talvolta indicata come Val di Lej o Valle di Lei) è una valle italiana situata nel comune di Piuro, nella provincia di Sondrio, nel gruppo delle Alpi del Platta, per un brevissimo tratto posta anche sotto sovranità svizzera.

## Geografia
Collocata ad un'altitudine media di circa 2000 metri e lunga 15 km, la Val di Lei, pur rientrando nel territorio dello stato Italiano, appartiene al bacino idrografico del Reno, ponendosi quindi al di là della linea di displuvio e fuori dalla regione geografica italiana. In conseguenza della costruzione di una diga per lo sfruttamento energetico delle acque di caduta, il fondo della valle è occupato da un lago artificiale lungo 7,7 km, di cui immissario ed emissario è il Reno di Lei.
L'origine glaciale della valle, con un profilo molto profondo, ha reso il bacino stretto e lungo, facendolo assomigliare ad un piccolo fiordo. I monti principali che contornano la valle sono:
- Piz Timun - 3.209 m
- Pizzo della Palù - 3.179 m
- Pizzo Stella - 3.163 m
- Cima di Lago - 3.083 m
- Piz Bles - 3.045 m
- Pizzo d'Inferno - 3.026 m
- Pizzo Mater - 3.025 m
- Pizzo Groppera - 2.948 m

## Storia
La valle dal 1462 fa parte del comune di Piuro
Il territorio fu acquistato dai  conti di Werdenberg-Sargans e le decime servirono per il mantenimento del clero del Capitolo di Piuro che comprende le attuali parrocchie di Prosto, Savogno, Borgonuovo, S. Martino e S. Sebastiano. 
Come l'intera Valchiavenna fece parte prima del Ducato di Milano, poi della Repubblica delle Tre Leghe per confluire quindi nella Svizzera. Nel 1797 entrò nella Repubblica Cisalpina, e dopo il Congresso di Vienna, nel Regno Lombardo-Veneto, per finire da ultimo al Regno di Sardegna e quindi al Regno d'Italia.
L'esplosione del turismo di massa ha reso possibile la frequentazione invernale della Valle, con piste da sci che dal Pizzo Groppera scendono verso il Lago. Gli impianti di risalita fanno parte del comprensorio della Ski Area Valchiavenna Campodolcino-Madesimo.

### La diga e il lago

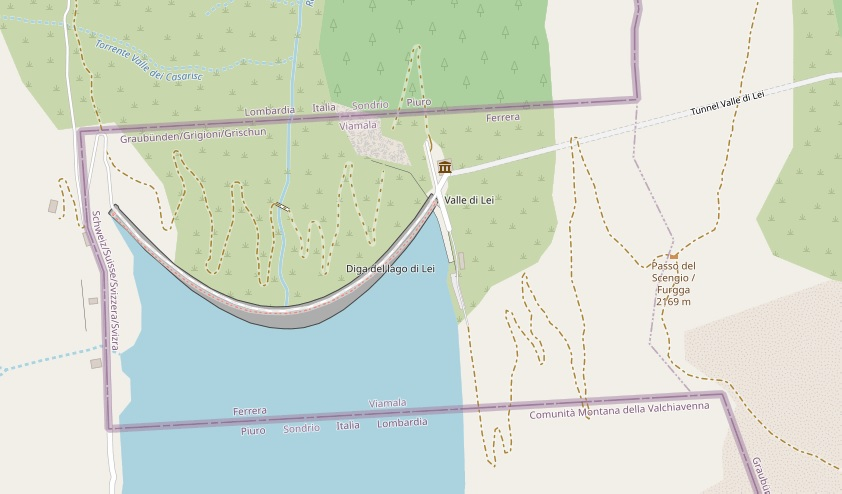
Il confine italo-svizzero nei pressi della diga

Dopo la seconda guerra mondiale una società con interessi misti italiani e svizzeri chiese le autorizzazioni per lo sfruttamento idroelettrico in Val Ferrera: la cautela delle autorità militari elvetiche, preoccupate per il pericolo di crollo, costrinse i licenziatari ad una lunga e minuziosa ricerca, con l'individuazione finale nella Val di Lei del sito della diga.
Nel 1955, dopo una elaborata trattativa, Italia e Svizzera firmarono un accordo con permuta di terreni: la striscia di terreno su cui costruire la diga passò in territorio elvetico, mentre un'analoga porzione, collocata poco più a nord, compensò la perdita italiana. La linea di confine così ottenuta è molto curiosa: il lago artificiale alimentato dal Reno di Lei è in territorio italiano, mentre la diga è in territorio svizzero, e più precisamente nel comune di Ferrera. La diga, progettata e costruita da maestranze italiane, venne completata nel 1960 per entrare poi in funzione nel 1962.

## Vie di comunicazione
Vi è una sola strada carrozzabile che giunge in Val di Lei: costruita contemporaneamente alla diga, diparte da Innerferrera (nel comune svizzero di Ferrera) e giunge prima in località Baita del Capriolo, vicino al coronamento dell'impianto idroelettrico per poi, su tracciato sterrato prospiciente il lago, terminare all'Alpe del Nido.
La Val di Lei è collegata alle valli adiacenti mediante una fitta rete di sentieri: alla Val Bregaglia (S) tramite la Valle dell'Acquafraggia e il Passo di Lei, alla Valle Spluga (O) tramite il Passo dell'Angeloga (dal Rifugio Chiavenna), alla Val d'Emet (O) tramite il Passo dello Sterla, e alla Val Ferrera (N) grazie al sentiero che risale da Innerferrera.
Per le esigenze del cantiere della diga, nel 1958 vennero costruite e messe in funzione una teleferica per i materiali ed una funivia per le maestranze, ciascuna lunga 15 km: partendo da Campodolcino (località Tini), risalivano la Valle della Rabbiosa per poi entrare in Val di Lei dal Passo di Angeloga. Successivamente alla costruzione della strada carrozzabile, gli impianti a fune furono completamente smantellati, lasciando però alcuni edifici che fungono da esempio di archeologia industriale.